# 모스키토 해안

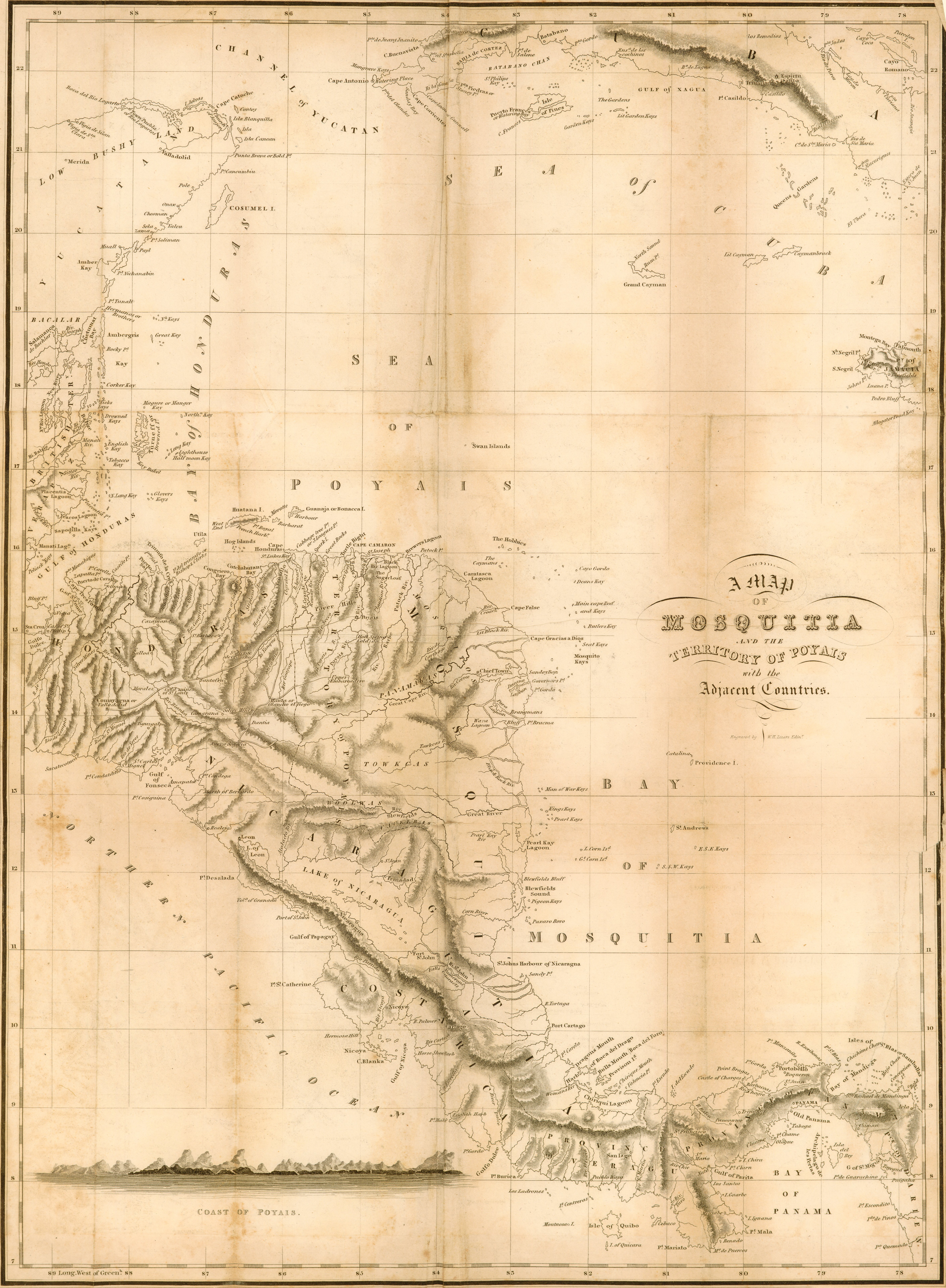

모스키토 해안(영어: Mosquito Coast)은 오늘날의 니카라과와 온두라스 영토의 동부 해안 지역을 가리키던 이름으로, 이 지역의 원주민인 미스키토족에서 이름이 유래했다. 식민시대에 스페인 제국의 지배를 받은 여러 인접 지역과 달리 오랜 기간 원주민과 연합한 대영제국의 영향권과 지배 하에 있었으며 "모스키토 왕국"이라는 이름으로 불리기도 했다. 1860년 마나과 조약에 따라 "모스키토 보호령"으로서 니카라과에 종주권이 이전되었고 1894년 군사적으로 완전히 합병되었다.

## 같이 보기
- 블루필즈
- 미스키토족